# معركة أرسوف (1918)
معركة أرسوف هي معركة وقعت في 8 يونيو 1918م عند أرسوف بالقرب من نهر العوجا في يافا ، ولاية سوريا بفلسطين زمن الدولة العثمانية اثناء حملة سيناء وفلسطين وتمثل هذه المعركة جزء من الحرب العالمية الأولى انتصرت فيها بريطانيا على الدولة العثمانية وحلفائها.